# 6464 Kaburaki
6464 Kaburaki è un asteroide della fascia principale. Scoperto nel 1994, presenta un'orbita caratterizzata da un semiasse maggiore pari a 3,0045916 UA e da un'eccentricità di 0,0572815, inclinata di 11,65802° rispetto all'eclittica.